# Blomsterhultsmossen
Blomsterhultsmossen este o arie protejată (arie specială de conservare — SAC, sit de importanță comunitară — SCI) din Suedia întinsă pe o suprafață de 33 ha, integral pe uscat.

## Localizare
Centrul sitului Blomsterhultsmossen este situat la coordonatele 59°13′21″N 14°12′58″E / 59.2225°N 14.2161°E.

## Înființare
Situl Blomsterhultsmossen a fost declarat sit de importanță comunitară în mai 2006 pentru a proteja un număr necunoscut de specii din flora spontană și fauna sălbatică aflate în arealul zonei. Situl a fost protejat și ca arie specială de conservare în ianuarie 2014.

## Biodiversitate
Situată în ecoregiunea boreală, aria protejată conține 2 habitate naturale: Turbării active, Taiga vestică.
La baza desemnării sitului se află un număr nedeclarat de specii protejate.